# 八目迷
八目 迷（はちもく めい、1994年7月29日 - ）は、日本のライトノベル作家。日本SF作家クラブ会員。兵庫県姫路市出身。

## 経歴・人物
2019年、投稿作「僕がウラシマトンネルを抜ける時」が第13回小学館ライトノベル大賞にて「ガガガ賞」と「審査員特別賞」をダブル受賞し、同作を改題・改稿した『夏へのトンネル、さよならの出口』でデビューした。
『このライトノベルがすごい!2022』新作部門では、『ミモザの告白』が第2位に選出。また、ラノベニュースオンラインが開催している「ラノベニュースオンラインアワード」2021年7月の投票アンケート結果では、「新作部門」「新作総合部門」「総合部門」に『ミモザの告白』が選出。
関西の郊外で育ち、現在も関西の港町に在住。中学校在学時より好きな漫画やゲームの二次創作を執筆する習慣があった。20歳のときに自身の作品を公募に出すことを決意。以来、本人曰くコンコルド効果が相まって4年近く執筆にのめり込む。映画『インターステラー』に登場する「ミラー博士の星」に影響を受け、投稿作品「僕がウラシマトンネルを抜ける時」を執筆した。
2024年、中国のECサイト「Dangdang」が、実施しているアワード「影響力のある海外作家賞」にて、日本人として、宮崎駿、村上春樹、東野圭吾など等に続いて受賞した。
好きな作品として、『時をかける少女』『ほしのこえ』『七回死んだ男』『刻刻』など、時間が関係しているような作品を挙げている。またSCP財団のコミュニティサイトが好きだと述べており、一時期、読み耽っていた時期もあった。

## 作品リスト

### 小説
- 時と四季シリーズ（小学館〈ガガガ文庫〉、イラスト：くっか、2019年7月18日 - 2025年4月18日、全4巻）
  - 夏へのトンネル、さよならの出口（2019年7月18日、ISBN 978-4-09-451802-3）
  - きのうの春で、君を待つ（2020年4月17日、ISBN 978-4-09-451842-9）[11]
  - 琥珀の秋、0秒の旅（2022年8月18日、ISBN 978-4-09-453086-5）[12]
  - 終わらない冬、壊れた夢の国（2025年4月18日、ISBN 978-4-09-453228-9）

- 『ミモザの告白』（小学館〈ガガガ文庫〉、イラスト：くっか、2021年7月26日 - 2024年6月18日、全5巻）
  - ミモザの告白（2021年7月21日、ISBN 978-4-09-453018-6）
  - ミモザの告白 2（2022年1月18日、ISBN 978-4-09-453047-6）
  - ミモザの告白 3（2022年12月20日、ISBN 978-4-09-453104-6）
  - ミモザの告白 4（2023年12月18日、ISBN 978-4-09-453139-8）
  - ミモザの告白 5（2024年6月18日、ISBN 978-4-09-453192-3）

### ノベライズ
- 『小説 葬送のフリーレン 〜前奏〜』（小学館〈少年サンデーコミックススペシャル〉、原作：山田鐘人・作画：アベツカサ、2024年4月17日[13]、ISBN 978-4-09-853236-0）

### アンソロジー
- 猫と団地とランドセル - 『やはり俺の青春ラブコメはまちがっている。アンソロジー 3 結衣side』（小学館〈ガガガ文庫〉、原作：渡航・イラスト：ぽんかん⑧、2020年4月17日、ISBN 9784094518450）[14]

### 単行本未収録

#### 雑誌掲載
- エッセイ「ひみつのおやつ*ラムネ」 - 『紙魚の手帖』vol.06 AUGUST 2022（東京創元社、2022年8月10日） - 掲載

#### 特典小説
- 時と四季シリーズ（SSリーフレット）
  - 思い出はプールの底に（『夏へのトンネル、さよならの出口』アニメイト特典、2019年7月18日）
  - さよならのあと、いつもへの入り口（『劇場アニメ 夏へのトンネル、さよならの出口』入場特典、2022年9月9日）
  - リスタート（『夏へのトンネル、さよならの出口』ガガガ文庫サマーフェア特典、2023年6月16日）
  - ある夏の情景（『きのうの春で、君を待つ』メロンブックス特典、2020年4月17日）
  - うたた寝の時間（『琥珀の秋、0秒の旅』メロンブックス特典、2022年8月18日）
- ミモザの告白（SSリーフレット）
  - 犬派？猫派？（メロンブックス特典、2021年7月21日）
  - 二人のあこがれ（メロンブックス特典、2022年1月18日）
  - 勝負の前に（メロンブックス特典、2022年12月20日）
  - 初めての味（メロンブックス特典、2023年12月18日）
  - グッドルーザー（メロンブックス特典、2024年6月18日）
- 葬送のフリーレン（SSリーフレット）
  - 空に花を咲かせる魔法（『葬送のフリーレン 14巻』特装版特典、2025年3月18日）

#### Web掲載
- 夏へのトンネル、さよならの出口（note）
- あぜ道は夏の終わりに続いてる。（2019年7月20日） - 番外掌編
- 花に潮風（2019年8月21日） - 短編
- 記念日（2024年9月10日） - 短編

#### 同人誌
- 合同誌「こんなふうに世界は終わる？」（文学フリマ東京39、2024年12月1日） - 「最終兵器妹」

## メディア・ミックス

### コミカライズ
- 夏へのトンネル、さよならの出口 群青（小学館〈サンデーGXコミックス〉、作画：小うどん、2020年7月18日 - 2021年11月19日、全4巻）

### 劇場アニメ
- 夏へのトンネル、さよならの出口 （アニメ制作：CLAP、監督：田口智久、2022年9月9日公開）